# Pinetop Perkins

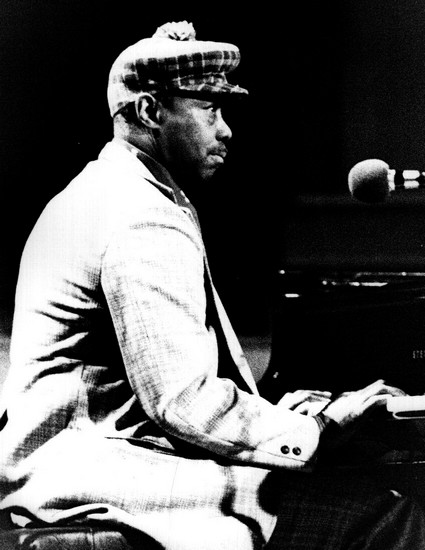
Pinetop Perkins al piano.

Joseph William Perkins (7 de julio de 1913-21 de marzo de 2011), más conocido como Pinetop Perkins, era un músico de blues estadounidense cuya especialidad era el piano. Hasta 2011 se mantuvo como uno de los músicos más veteranos de blues del Delta en activo. Interpretó con algunos de los artistas de blues más influyentes del blues de la historia de Estados Unidos.
Murió el 21 de marzo de 2011 en su casa de Austin, a los 97 años, poco después de haber ganado su segundo Grammy, por Joined at the Hip: Pinetop Perkins & Willie "Big Eyes" Smith, en el apartado de 'mejor álbum de blues tradicional', siendo el artista con mayor edad en ganar dicho premio.

## Discografía seleccionada
- 1976: Boogie Woogie
- 1977: Hard Again (Muddy Waters)
- 1988: After Hours
- 1992: Pinetop Perkins with the Blue Ice Band
- 1992: On Top
- 1993: Portrait of a Delta Bluesman
- 1995: Live Top (con Blue Flames)
- 1996: Eye to Eye (con Ronnie Earl, Willie "Big Eyes" Smith e Calvin “Fuzz” Jones)[6]
- 1997: Born in the Delta
- 1998: Sweet Black Angel
- 1998: Legends (con Hubert Sumlin)
- 1999: Live at 85! (con George Kilby Jr)
- 2000: Back On Top
- 2003: Heritage of the Blues: The Complete Hightone Sessions
- 2004: Ladies Man
- 2008: Pinetop Perkins and Friends
- 2010: Joined At the Hip (con Willie "Big Eyes" Smith)